# مسابقه آواز یوروویژن ۱۹۶۸
مسابقه آواز یوروویژن ۱۹۶۸ ۱۳مین دوره از مسابقات آواز یوروویژن بود که در رویال آلبرت هال، لندن، بریتانیا برگزار شد. برنده آن کشور اسپانیا بود.